# Armand Amar
Pour les articles homonymes, voir Amar.
Armand Amar, né en 1953 à Jérusalem, est un compositeur français spécialisé dans la musique de film.
Après trois nominations en 2002, 2005 et en 2006, il remporte le César de la meilleure musique de film pour Le Concert en 2010.

## Biographie
Né à Jérusalem, Armand Amar passe son enfance au Maroc.
Il découvre la danse en 1976 avec le chorégraphe sud-africain Peter Goss, s'implique  dans l'école de comédiens de Patrice Chéreau et enseigne au Conservatoire national supérieur sur les rapports entre la musique et la danse.
Il compose sa première musique de film en 2002 à la demande Costa-Gavras pour Amen..
Il est le compositeur de nombreuses musiques pour le cinéma et la télévision, dont Le Concert de Radu Mihaileanu pour lequel il obtient le César de la meilleure musique originale, ainsi que pour la scène (spectacles de la Cathédrale d'Images (actuelle Carrières de Lumières aux Baux-de-Provence, pour le Conservatoire National Supérieur de Paris, la biennale de Lyon, le théâtre national de Mannheim, etc) et la danse (ballets pour le chorégraphe sud-africain Peter Goss, notamment). Il collabore régulièrement avec Yann Arthus-Bertrand.
Son oratorio Leylâ et Majnűn ou l'amour mystique, créé en 2011, est interprété Salle Pleyel en avril 2014. Ses musiques ont de nombreuses références à des cultures étrangères.
En 2010, il remporte le César de la meilleure musique originale de film pour Le Concert de Radu Mihaileanu,.

## Compositions

### Cinéma

#### Longs métrages
- 2002 : Amen. de Costa-Gavras
- 2004 : L'Enfant endormi de Yasmine Kassari
- 2005 : Va, vis et deviens de Radu Mihaileanu
- 2005 : Le Couperet de Costa-Gavras
- 2006 : Bab'Aziz, le prince qui contemplait son âme de Nacer Khémir
- 2006 : La Piste de Éric Valli
- 2006 : Indigènes de Rachid Bouchareb
- 2006 : La Faute à Fidel ! de Julie Gavras
- 2007 : Mon colonel de Laurent Herbiet
- 2007 : Cartouches gauloises de Mehdi Charef
- 2007 : Comme ton père de Marco Carmel
- 2008 : La Jeune Fille et les Loups de Gilles Legrand
- 2008 : Sagan de Diane Kurys
- 2009 : London River de Rachid Bouchareb
- 2009 : Eden à l'ouest de Costa-Gavras
- 2009 : Le Concert de Radu Mihaileanu
- 2010 : Ao, le dernier Néandertal de Jacques Malaterre
- 2010 : Comme les cinq doigts de la main d'Alexandre Arcady
- 2010 : Hors-la-loi de Rachid Bouchareb
- 2011 : Les Hommes libres d'Ismaël Ferroukhi
- 2011 : La Source des femmes de Radu Mihaileanu
- 2011 : Tu seras mon fils de Gilles Legrand
- 2012 : Le Capital de Costa-Gavras
- 2012 : Ce que le jour doit à la nuit d'Alexandre Arcady
- 2012 : Mon bel oranger de Marcos Bernstein
- 2013 : Né quelque part de Mohamed Hamidi
- 2013 : Pour une femme de Diane Kurys
- 2013 : Belle et Sébastien de Nicolas Vanier
- 2013 : L'Épreuve (Thousand Time Good Night) d'Erik Poppe
- 2014 : Le Promeneur d'oiseau de Philippe Muyl
- 2014 : 24 jours d'Alexandre Arcady
- 2015 : L'Odeur de la mandarine de Gilles Legrand
- 2015 : Belle et Sébastien : L'aventure continue de Christian Duguay
- 2016 : L'Histoire de l'amour (The History of Love) de Radu Mihaileanu
- 2016 : Whispering Sands de Nacer Khémir
- 2017 : Un sac de billes de Christian Duguay
- 2018 : Belle et Sébastien 3 : Le Dernier Chapitre de Clovis Cornillac
- 2018 : Mia et le Lion blanc de Gilles de Maistre
- 2018 : Les Bonnes Intentions de Gilles Legrand
- 2019 : Exfiltrés d'Emmanuel Hamon
- 2019 : Donne-moi des ailes de Nicolas Vanier
- 2020 : Héliopolis de Djaffar Gacem
- 2021 : Mystère de Denis Imbert
- 2021 : Le Loup et le Lion de Gilles de Maistre
- 2024 : Le Dernier Jaguar de Gilles de Maistre
- 2024 : Barbès, Little Algérie de Hassan Guerrar
- 2024 : Le Dernier Souffle de Costa-Gavras
- 2025 : Moon le panda de Gilles de Maistre

#### Courts et moyens métrages
- 2009 : Moi, Van Gogh de Peter Knapp et François Bertrand
- 2010 : L'instant T de Béryl Coutat
- 2011 : Acht Blumen de Timo von Gunten
- 2012 : Here and the Great Elsewhere de Michèle Lemieux
- 2012 : Habiba d'Ingrid Lanzenberg
- 2013 : Mantis Religiosa, Vision of the Dance d'Eva Baró
- 2013 : The Painter de Kevin Cooper
- 2013 : The Hunter d'Ara Arush
- 2016 : Verdon secret de François Bertrand

#### Documentaires
- 2004 : Tabous (Zohre & Manouchehr) de Mitra Farahani
- 2004 : La terre vue du ciel de Renaud Delourme
- 2007 : Le Premier Cri de Gilles de Maistre
- 2009 : Home de Yann Arthus-Bertrand
- 2012 : Planète Océan de Yann Arthus-Bertrand et Michael Pitiot
- 2012 : Amazonia Eterna de Belisario Franca
- 2014 : Caricaturistes, fantassins de la démocratie de Stéphanie Valloatto
- 2014 : Karbala the Geography of History de Behrouz Moufid
- 2015 : Human de Yann Arthus-Bertrand
- 2015 : Terra de Yann Arthus-Bertrand et Michael Pitiot
- 2016 : Homines Dicti Walser de Swan Bergman
- 2016 : La Vallée des loups de Jean-Michel Bertrand
- 2019 : Marche avec les loups de Jean-Michel Bertrand
- 2019 : Woman d'Anastasia Mikova et Yann Arthus-Bertrand
- 2021 : Lynx de Laurent Geslin
- 2024 : Vivre avec les loups de Jean-Michel Bertrand

### Télévision

#### Séries télévisées
- 2010 : The Writers' Block (épisode  Baptism of Fire)
- 2010 : Marion Mazzano de Marc Angelo (mini-série de 6 épisodes)
- 2014 : Jusqu'au dernier de François Velle (mini-série de 6 épisodes)
- 2015 : Une chance de trop de François Velle (mini-série de 6 épisodes)
- 2015 : La Promesse du feu de Christian Faure (mini-série de 2 épisodes)
- 2016 : La Main du mal (mini-série de 2 épisodes)
- 2018 : Maman a tort de François Velle (série télévisée en 6 épisodes)
- 2020 : Peur sur le lac de Jérôme Cornuau, (série télévisée en 6 épisodes)
- 2020 : De Gaulle, l’éclat et le secret de François Velle, (série télévisée en 6 épisodes)
- 2021 : Fugueuse de Jérôme Cornuau, (série télévisée en 6 épisodes)

#### Téléfilms
- 1997 : Miracle à l'Eldorado de Philippe Niang
- 2007 : Marie Humbert, le secret d'une mère de Marc Angelo
- 2009 : Grands reporters de Gilles de Maistre
- 2010 : Vivace de Pierre Boutron
- 2011 : Voir le pays du matin calme de Gilles de Maistre
- 2013 : Crime d'état de Pierre Aknine
- 2014 : Ce soir je vais tuer l'assassin de mon fils de Pierre Aknine
- 2014 : Interdites d'école de Jeannette Bougrab
- 2015 : Une mère en trop de Thierry Petit

#### Documentaires
- 2006-2010 : Vu du ciel de Yann Arthus-Bertrand
- 2008 : L'Appel de la forêt de Pascal Sutra-Furcade
- 2012 : La Soif du monde de  Thierry Piantanida et Baptiste Rouget-Luchaire
- 2014 : Méditerranée, notre mer à tous de Yann Arthus-Bertrand et Michael Pitiot
- 2017 : Iditarod, la dernière course de Nicolas Vanier de Nicolas Vanier et Bruno Peyronnet

### Collaborations
- 2006 : Songs From a World Apart avec Levon Minassian (doudouk)

### Autres créations
- 1976 à 1991 : musiques de ballet  pour le chorégraphe sud-africain Peter Goss :
  - 1976 : Entre l’air et l’eau au théâtre des Champs-Élysées, puis est présentée au Festival d’Avignon et au Festival d’Apt.
  - 1978 : Sable mouvant, créé au Théâtre des Champs-Élysées.
  - 1979 : A Transformation Mystery au Théâtre de la Bastille puis au Festival de Vienne.
  - 1980 : Quatuor et Side by Side au Théâtre Mogador
  - 1981 : Marécag au Théâtre de la Porte Saint-Martin, Festival de Montpellier, Festival de Toulon, Festival d’Annecy, Festival de la culture juive.
  - 1982 : Below and Above créé dans le cadre du Festival des Bouffes du Nord.
  - 1983 : L’Aube portée par les ailes du vent, Théâtre de la porte Saint-Martin -  Festival de Turin.
  - 1984 : Ties pour le Théâtre des Amandiers à Nanterre
  - 1985 : Seajoy et Gamos dans le cadre du Festival d’Automne au Centre Georges Pompidou
  - 1986 : Aller-retour et Y, Festival de Turin, Tournées en Argentine, Espagne, Italie, Allemagne.
  - 1987 : Steellight, Biennale du Val-de-Marne.
  - 1988 : Le Pouvoir du silence, Festival Vignale Danza.
  - 1989 : Circumanbulatoire à Choisy-le-Roi. Tournées en Italie et à la Réunion.
  - 1990 : Le Poids des anges, Festival de Caseres.
  - 1991 : Arbre de pluie, Allemagne, Italie, Belgique...
- 1987 à 1998 : musiques pour des spectacles de la Cathédrale d'images aux Baux-de-Provence (réalisés par Hans-Walter Müller) :
  - 1987 : Hymne à la vie
  - 1992 : Les Portes de l'Europe
  - 1993 : Les Forêts de l'espoir
  - 1995 : L'Or des Alpilles
  - 1997 : Images paroles du monde
- 1992 : The Other Side au Conservatoire national supérieur de Paris
- 1994 à 1996 : Nomades Dance et Paroles d'Anges avec les musiciens du Rajasthan et les gitans de Perpignan pour Montpellier danse et la biennale de Lyon
- 1997 à 2001 : création pour Philippe Talard au théâtre national de Mannheim
- 2005 : Inana, ballet de Carolyn Carlson
- 2006 : Souviens toi de Marie-Claude Pietragalla et Julien Derouault
- 2009 : Marco Polo de Marie-Claude Pietragalla et Julien Derouault
- 2010 : bande-annonce du Printemps du cinéma (extrait de la bande-son du film Le Premier Cri).
- 2010 : bande-annonce de la Rentrée du cinéma (extrait de la bande-son du film La Jeune Fille et les Loups).
- 2011 : Leylâ et Majnűn, ou l'amour mystique, oratorio mundi pour 40 musiciens et chanteurs[7]. Il est interprété Salle Pleyel en avril 2014[3].
- 2014 : Falen pour le Ballet Boy, danse
- 2014 : Steel par Russel Maliphant, danse
- 2014 : Pixel par Mourad Merzouki, danse
- 2018 : Vertikal par Mourad Merzouki, danse
- 2021 : Zéphyr par Mourad Merzouki, danse

## Distinctions

### Récompenses
- 2005 : meilleure musique pour Jungle nomade of the Himalaya, un film d'Éric Valli au festival de l'extrême
- 2006 : prix SACEM pour la musique  de Plus Loin un film d'Éric Valli
- 2009 : GSCA best original score  pour Moi Van Gogh un film Emax de François Bertrand
- 2010 : IFMCA Best original score for a documentary feature pour Home, un film de Yann Arthus-Bertrand.
- 2010 : César de la meilleure musique originale pour Le Concert
- 2014 : Amanda de la meilleure musique originale pour L'Épreuve (Thousand Time Good Night)

### Nominations
- 2002 : César de la meilleure musique de film pour Amen. de Costa-Gavras
- 2003 : prix spécial SACEM de la meilleure musique originale pour Plus loin d'Éric Valli
- 2005 : César de la meilleure musique de film pour Va, vis et deviens de Radu Mihaileanu
- 2006 : César de la meilleure musique de film pour Indigènes de Rachid Bouchareb